# دیرینه‌بالان
دیرینه‌بالان (نام علمی: Palaeoptera) نام یک division از زیررده بال‌داران است.